# Chojes
Chojes (pers. خويس) – miejscowość w Iranie, w ostanie Chuzestan. W 2006 roku miejscowość liczyła 3451 mieszkańców w 459 rodzinach.